# NAMI
Il NAMI (in russo Федеральное государственное унитарное предприятие "Центра́льный нау́чно-иссле́довательский автомоби́льный и автомото́рный институ́т?, Federal'noye gosudarstvennoye unitarnoye predpriyatiye "Tsentrál'nyy naúchno-isslédovatel'skiy avtomobíl'nyy i avtomotórnyy institút "НАМИ" (ГНЦ РФ ФГУП "НАМИ")) è un'istituzione scientifica statale russa, principale organizzazione specializzata nel campo dello sviluppo del settore automobilistico nel suo paese.

## Storia
Fondato nel 1918, il NAMI è stato responsabile della progettazione e costruzione di numerose automobili, tra cui la Aurus Senat di Vladimir Putin. All'istituto venne conferito un riconoscimento da parte dell'Ordine della Bandiera rossa del lavoro. I NAMI ha acquisito i beni di proprietà delle multinazionali automobilistiche che, per protestare contro il conflitto russo-ucraino, hanno lasciato la Russia.